# Tom M. Mitchell
Pour les articles homonymes, voir Mitchell.
Tom Michael Mitchell, né le 9 août 1951 à Blossburg en Pennsylvanie, est un informaticien américain et professeur à l'Université de Carnegie Mellon (CMU).
Il est actuellement[Quand ?] le président du département Apprentissage automatique (en anglais Machine Learning) au de la CMU.
Mitchell est connu pour ses contributions à l'avancement de l'apprentissage automatique, l'intelligence artificielle et les neurosciences cognitives et est l'auteur du manuel Apprentissage automatique (Machine Learning). Il est membre de la Académie nationale d'ingénierie des États-Unis depuis 2010. Il est également membre de l'Association Américaine pour l'Avancement des Sciences et de l'Association pour le Progrès de l'Intelligence Artificielle.

## Biographie
Mitchell est né à Blossburg, en Pennsylvanie , et a grandi dans l'État de New York, dans la ville de Vestal,. Il a reçu son baccalauréat en Génie Électrique de l'Institut de Technologie du Massachusetts en 1973, et un Doctorat de l'Université de Stanford, sous la direction de Bruce G. Buchanan en 1979.
Mitchell a commencé sa carrière d'enseignant à l'Université Rutgers en 1978. Au cours de son mandat à l'université Rutgers, il a occupé les postes d'adjoint et professeur agrégé au département d'informatique. En 1986, il quitte l'université Rutgers et a rejoint Université Carnegie-Mellon, à Pittsburgh, en tant que professeur. En 1999, il devient le professeur E. Fredkin dans l’école Sciences d’informatique. En 2006, Mitchell a été nommé le premier président du département Apprentissage automatique au sein de l'École des Sciences de l'Informatique. Il est devenu Professeur d'Université en 2009.

## Honneurs et récompenses
Il est élu membre de l'Organisation des États de l'Académie Nationale d'Ingénierie en 2010 « pour une contribution innovatrice et de leadership dans les méthodes et les applications de l'apprentissage automatique ». Il est également membre de l'Association américaine pour l'avancement des sciences (AAAS) depuis 2008 et membre de l'Association pour le Progrès de l'Intelligence Artificielle (AAAI) depuis 1990. En 2016, il est devenu membre de l'Académie Américaine des Arts et des Sciences.Mitchell est aussi récipiendaire de la NSF Présidentielle Prix du Jeune Chercheur en 1984.

## Publications
Il est l'auteur de plusieurs ouvrages scientifiques sur différents thèmes de l'informatique, y compris l'apprentissage automatique, l'intelligence artificielle, la robotique et neurosciences cognitives. Il est l'auteur de près de 130 articles scientifiques. Mitchell a publié l'un des premiers manuels scolaires dans l'apprentissage automatique, intitulé L'Apprentissage de la Machine en 1997. Il est également co-auteur des ouvrages suivants :
- J. Franklin, T. Mitchell, et S. Thrun (eds.), Les Progrès récents dans le Robot d'Apprentissage, Kluwer Academic Publishers, 1996.
- T. Mitchell, J. Carbonell, et R. Michalski (eds.), L'Apprentissage de la Machine: Un Guide de la Recherche Actuelle, Kluwer Academic Publishers, 1986.
- R. Michalski, J. Carbonell, et T. Mitchell (eds.), L'Apprentissage De La Machine: Une Intelligence Artificielle Approche, Volume 2, Morgan-Kaufman, 1986.
- R. Michalski, J. Carbonell, et T. Mitchell (eds.), L'Apprentissage De La Machine: Une Intelligence Artificielle Approche, Tioga Press, 1983.